# 천내군
천내군(川內郡)은 조선민주주의인민공화국의 강원도에 속해 있는 군이다. 강원도의 최북단에 위치하고 있다.

## 지리
지역의 중서부는 대체적으로 산지로 형성되어 있으며, 군에서 가장 높은 산은 서남부의 두류산(1,324m)이다. 천탄강이 흐르고 북동쪽으로 약간의 해안선을 가진다. 전체 면적의 약 70%가 산림이다. 동남쪽은 문천시에, 동쪽은 동해에, 남쪽은 법동군에 접하고 있으며, 서쪽과 북쪽은 함경남도의 고원군에 접하고 있다.

## 역사
1943년 10월 1일 문천군 도초면(都草面)을 천내읍으로 승격하였다. 해방 무렵에는 함경남도 문천군의 일부였다. 1946년 9월, 문천군이 강원도에 편입되었다. 1952년 12월, 문천군 천내면·명귀면·운림면 일대가 천내군(1읍 20리)으로서 편성되었다.

## 행정 구역
1읍(천내읍(川內邑))과 3구(룡담로동자구(龍潭勞動者區), 신산로동자구(新山勞動者區), 화라로동자구(禾羅勞動者區)), 15리(구포리(龜浦里), 금성리(錦城里), 당치리(堂致里), 대양리(大洋里), 동흥리(東興里), 로운리(蘆雲里), 룡루리(龍樓里), 승전리(勝戰里), 신암리(新巖里), 신흥리(新興里), 염전리(鹽田里), 인흥리(仁興里), 장풍리(長豊里), 풍전리(豊田里), 회복리(會福里))로 구성되어 있다.

## 산업
주요 산업은 농업이다. 농작물로는 쌀, 옥수수, 콩이 재배되고 양잠업과 과수업 또한 행해진다. 석회석과 무연탄 또한 생산된다.

## 교통
철도 노선은 강원선과 천내선이 있다.

## 같이 보기
- 조선민주주의인민공화국의 지리
- 조선민주주의인민공화국의 행정 구역